# Dumitrița Turner
Dumitrița Turner, född den 12 februari 1964 i Onești, Rumänien, är en rumänsk gymnast.
Hon tog OS-silver i lagmångkampen i samband med de olympiska gymnastiktävlingarna 1980 i Moskva.